# 2013 no futebol
Lista com os campeões de futebol dos principais campeonatos do mundo em 2013:

## América do Sul

### Nacionais
| País      | Campeão               |
| --------- | --------------------- |
| Argentina | C - Newell's Old Boys |
| Argentina | A - San Lorenzo       |
| Bolívia   | A - Bolívar           |
| Bolívia   | C - Bolívar           |
| Brasil    | Cruzeiro              |
| Chile     | A - Unión Española    |
| Chile     | C - O'Higgins         |
| Colombia  | A - Atlético Nacional |
| Colombia  | C - Atlético Nacional |
| Equador   | Emelec                |
| Paraguai  | A - Nacional          |
| Paraguai  | C - Cerro Porteño     |
| Peru      | Universitario         |
| Uruguai   | Peñarol               |
| Venezuela | Zamora                |

### Continentais
| Campeonato                   | Campeão          |
| ---------------------------- | ---------------- |
| Copa Libertadores da América | Atlético Mineiro |
| Copa Sul-Americana           | Lanús            |
| Recopa Sul-Americana         | Corinthians      |
| Copa Suruga Bank             | Kashima Antlers  |

## Europa

### Nacionais
| País                 | Campeão                              |
| -------------------- | ------------------------------------ |
| Albânia              | Skënderbeu Korçë                     |
| Alemanha             | Bayern de Munique                    |
| Andorra              | Lusitanos                            |
| Armênia              | Shirak                               |
| Áustria              | Austria Viena                        |
| Azerbaijão           | Neftchi Baku                         |
| Bélgica              | Anderlecht                           |
| Bielorrússia         | BATE Borisov                         |
| Bósnia e Herzegovina | Željezničar Sarajevo                 |
| Bulgária             | Ludogorets Razgrad                   |
| Cazaquistão          | FC Aktobe                            |
| Chipre               | APOEL Nicósia                        |
| Croácia              | Dínamo Zagreb                        |
| Dinamarca            | Copenhaga                            |
| Escócia              | Celtic                               |
| Eslováquia           | Slovan Bratislava                    |
| Eslovênia            | Maribor                              |
| Espanha              | FC Barcelona                         |
| Estônia              | Levadia Tallinn                      |
| Finlândia            | HJK Helsínquia                       |
| França               | Paris Saint-Germain                  |
| Geórgia              | Dinamo Tbilisi                       |
| Gibraltar            | Lincoln F.C.                         |
| Grécia               | Olympiacos                           |
| Holanda              | Ajax                                 |
| Hungria              | Győri                                |
| Ilhas Faroe          | EB/Streymur                          |
| Inglaterra           | Manchester United                    |
| Irlanda              | St. Patrick’s Athletic Football Club |
| Irlanda do Norte     | Cliftonville                         |
| Islândia             | HB Tórshavn                          |
| Israel               | Maccabi Tel Aviv                     |
| Itália               | Juventus                             |
| Kosovo               | FC Prishtina                         |
| Letônia              | FK Ventspils                         |
| Liechtenstein (Taça) | Vaduz                                |
| Lituânia             | VMFD Žalgiris Vilnius                |
| Luxemburgo           | Fola Esch                            |
| Macedônia            | Vardar                               |
| Malta                | Birkirkara                           |
| Modávia              | Sheriff Tiraspol                     |
| Montenegro           | Sutjeska Nikšić                      |
| Noruega              | Strømsgodset IF                      |
| País de Gales        | The New Saints                       |
| Polônia              | Légia Varsóvia                       |
| Portugal             | Futebol Clube do Porto               |
| República Tcheca     | Viktoria Plzeň                       |
| Romênia              | Steaua Bucareste                     |
| Rússia               | CSKA Moscovo                         |
| San Marino           | Tre Penne                            |
| Sérvia               | Partizan                             |
| Suécia               | Elfsborg                             |
| Suíça                | Basileia                             |
| Turquia              | Galatasaray                          |
| Ucrânia              | Shakhtar Donetsk                     |

### Continentais
| Campeonato                | Campeão           |
| ------------------------- | ----------------- |
| Liga dos Campeões da UEFA | Bayern de Munique |
| Liga Europa da UEFA       | Chelsea           |
| Supercopa Europeia        | Bayern de Munique |

## América do Norte

### Nacionais
| País                     | Campeão                    |
| ------------------------ | -------------------------- |
| Anguilha                 | Attackers FC               |
| Antígua e Barbuda        | Old Road                   |
| Aruba                    | SW La Fama                 |
| Bahamas                  | IM Bears FC                |
| Barbados                 | Barbados Defence Force     |
| Belize                   | Police United              |
| Bermudas                 | Devonshire Cougars         |
| Costa Rica               | Herediano Alajuelense      |
| Cuba                     | Villa Clara                |
| Dominica                 | Centre Bath Estate         |
| El Salvador              | A - Firpo                  |
| El Salvador              | C - Isidro Metapán         |
| Estados Unidos e Canadá  | Sporting Kansas City       |
| Granada                  | Hard Rock                  |
| Guatemala                | A - Comunicaciones         |
| Guatemala                | C - Comunicaciones         |
| Guiana                   | Alpha United               |
| Haiti                    | AS Mirebalais              |
| Honduras                 | A - Olimpia                |
| Honduras                 | C - Real España            |
| Ilhas Cayman             | Bodden Town                |
| Ilhas Virgens Britânicas | Islanders FC               |
| Jamaica                  | Harbour View               |
| México                   | A - América                |
| México                   | C - León                   |
| Nicarágua                | Real Estelí                |
| Panamá                   | A - Sporting San Miguelito |
| Panamá                   | C - Tauro                  |
| Porto Rico               | Sevilla FC Puerto Rico     |
| Santa Lúcia              | Big Players FC             |
| São Cristóvão e Nevis    | Newtown United             |
| São Vicente e Granadinas |                            |
| Suriname                 | Inter Moengotapoe          |
| Trinidad e Tobago        | Defence Force              |
| Turcos e Caicos          | Cheshire Hall              |

### Continentais
| Campeonato                    | Campeão   |
| ----------------------------- | --------- |
| Liga dos Campeões da CONCACAF | Monterrey |
| Campeonato de Clubes da CFU   | Valencia  |

## África

### Nacionais
| País                           | Campeão                        |
| ------------------------------ | ------------------------------ |
| África do Sul                  | Kaizer Chiefs                  |
| Angola                         | Kabuscorp                      |
| Argélia                        | Sétif                          |
| Benin                          | Jeunesse Athlétique du Plateau |
| Botsuana                       | Mochudi Centre Chiefs          |
| Burkina Fasso                  | ASFA Yennenga                  |
| Burundi                        | Flambeau de l’Est              |
| Cabo Verde                     | CS Mindelense                  |
| Camarões                       | Coton Sport                    |
| Chade                          | Foullah Edifice FC             |
| Comores                        | Komorozine de Domoni           |
| Congo                          | AC Léopards                    |
| Costa do Marfim                | Séwé Sport                     |
| Djibouti                       | AS Ali Sabieh                  |
| Egíto                          |                                |
| Eritréa                        |                                |
| Etiópia                        | Dedebit                        |
| Gabão                          | US Bitam                       |
| Gâmbia                         | Steve Biko FC                  |
| Gana                           | Asante Kotoko                  |
| Guiné                          | Horoya AC                      |
| Guiné-Bissau                   | Clube de Futebol Os Balantas   |
| Guiné Equatorial               | Akonangui                      |
| Ilhas Maurício                 | Curepipe Starlight             |
| Lesoto                         | Lioli FC                       |
| Líbia                          |                                |
| Libéria                        | Barrack Young Controllers      |
| Madagascar                     | CNaPS Sport                    |
| Malauí                         | Silver Strikers                |
| Mali                           | Stade Malien                   |
| Marrocos                       | Raja Casablanca                |
| Mauritânia                     | FC Nouadhibou                  |
| Moçambique                     | Liga Muçulmana                 |
| Namíbia                        | Black Africa                   |
| Niger                          | AS Douanes                     |
| Nigéria                        | Kano Pillars FC                |
| Quênia                         |                                |
| República Democrática do Congo | TP Mazembe                     |
| Reunião                        | US Sainte-Marienne             |
| Ruanda                         | Rayon Sports                   |
| São Tomé e Príncipe            | Sporting Praia Cruz            |
| Senegal                        | ASC Diambars                   |
| Serra Leoa                     | Diamond Stars                  |
| Seychelles                     | Côte d'Or                      |
| Suazilândia                    | Mbabane Swallows               |
| Sudão                          | Al-Merrikh                     |
| Tanzânia                       | Young Africans SC              |
| Togo                           | Anges de Notsè                 |
| Tunísia                        | CS Sfaxien                     |
| Uganda                         | Kampala City Council           |
| Zâmbia                         | Nkana                          |
| Zimbabuê                       | Dynamos                        |

### Continentais
| Campeonato                    | Campeão |
| ----------------------------- | ------- |
| Liga dos Campeões da CAF      | Al-Ahly |
| Copa das Confederações da CAF | Sfaxien |
| Supercopa Africana            | Al-Ahly |

## Ásia

### Nacionais
| País            | Campeão                |
| --------------- | ---------------------- |
| Arábia Saudita  | Al-Fateh               |
| Austrália       | Central Coast Mariners |
| Bahrain         | Busaiteen              |
| Bangladesh      | Sheikh Russel          |
| Brunei          | Indera FC              |
| Butão           | Yeedzin                |
| Camboja         | Svay Rieng             |
| Cingapura       | Tampines Rovers        |
| China           | Guangzhou Evergrande   |
| Coréia do Sul   | Pohang Steelers        |
| Emirados Árabes | Al Ain                 |
| Filipínas       | Stallion Sta. Lucia    |
| Guam            | Quality Distributors   |
| Hong Kong       | South China            |
| Iémen           | Al Yarmuk Al Rawda     |
| Índia           | Churchill Brothers     |
| Indonésia       | Persipura Jayapura     |
| Irã             | Esteghlal              |
| Iraque          | Al-Shorta              |
| Japão           | Sanfrecce Hiroshima    |
| Jordânia        | Al Ordon               |
| Kuwait          | Al-Kuwait              |
| Laos            | SHB Champasak F.C.     |
| Líbano          | Al-Safa'               |
| Macau           | Monte Carlo            |
| Malásia         | Lions XII              |
| Maldivas        | New Radiant            |
| Mongólia        | Erchim                 |
| Nepal           | Three Star Club        |
| Omã             | Al-Suwaiq              |
| Paquistão       | KRL F.C.               |
| Qatar           | Al-Sadd                |
| Quirguistão     | Alay                   |
| Síria           | Al-Jaish               |
| Sri Lanka       | Air Force SC           |
| Tailândia       | Buriram United         |
| Tajiquistão     | Ravshan Kulob          |
| Turcomenistão   | Yedigen Ashgabat       |
| Uzbequistão     | Bunyodkor              |
| Vietnã          | Hanoi T&T FC           |

### Continentais
| Campeonato                  | Campeão              |
| --------------------------- | -------------------- |
| Liga dos Campeões da AFC    | Guangzhou Evergrande |
| Copa da AFC                 | Al Kuwait            |
| Copa dos Presidentes da AFC | Balkan               |
| Copa Suruga Bank            | Kashima Antlers      |

## Oceania

### Nacionais
| País                    | Campeão          |
| ----------------------- | ---------------- |
| Fiji                    | Ba               |
| Havaí                   |                  |
| Ilhas Cook              | Puaikura         |
| Ilhas Marianas do Norte |                  |
| Ilhas Salomão           | Solomon Warriors |
| Nova Caledônia          | Gaïtcha          |
| Nova Zelândia           | Waitakere United |
| Papua Nova Guiné        | Hekari United    |
| Samoa                   | Lupe Ole Soaga   |
| Samoa Americana         |                  |
| Taiti                   | Dragon           |
| Tuvalu                  |                  |
| Vanuatu                 | Tafea            |
| Wallis e Futuna         |                  |

### Continentais
| Campeonato               | Campeão       |
| ------------------------ | ------------- |
| Liga dos Campeões da OFC | Auckland City |

## Mundial Interclubes
| Campeão Mundial de Clubes de 2013 |
| Alemanha                          |
| --------------------------------- |
| Bayern de Munique                 |